# Анфельт, Астрид
Астрид Анфельт (швед. Astrid Ahnfelt, 31 марта 1876—1962) — шведская писательница. Наиболее известна тем, что налаживала литературные контакты между Швецией и Италией.

## Биография
Астрид Анфельт родилась в Стокгольме в 1876 г. в интеллигентной семье. Её отцом был Арвид Анфельт, редактор политического журнала либерального толка Ur Dagens Krönika, и Хильда Анфельт.
Астрид выросла в Стокгольме и входила в круг общения Эллен Кей. Та в 1897 г. помогла Астрид получить место няни в шведской семье в Компиобби недалеко от Флоренции. Прожив год в Тоскане, Астрид отправилась в Рим, надеясь устроиться преподавательницей игры на фортепиано, однако вместо этого присоединилась к шведской общине и стала работать корреспонденткой для шведских газет и журналов, привлекая внимание шведской общественности к итальянским писательницам.
Астрид писала на шведском и итальянском языках. В 1902 году она опубликовала книгу из двух рассказов под общим названием La lacrima nel mare del dolore e La sposa della morte. Из-под её пера в 1905 году вышли роман Nutidsungdom и сборник рассказов Sagor och legender. Она также писала рассказы на итальянском языке. 400-страничный роман I blindo, рассказывавший о жизни шведов в Италии, был напечатан в Швеции в 1908 году. Этот роман получил негативные отзывы в Stockholms Dagblad и журнале Idun. В 1903 году Астрид представила итальянской публике шведскую писательницу Сельму Лагерлёф.
В 1908 г. Астрид работала в Мессине временной медсестрой, помогая пострадавшим после Мессинского землетрясения. Её впечатления были опубликованы в Idun, а впоследствии вышли отдельной книгой. В том же году она сопровождала итальянского писателя Антонио Бельтрамелли. Впоследствии он выпустил книгу Attreverso la Svezia, в которую включил 13 рассказов Астрид Анфельт на итальянском языке. В 1912 г. Астрид вместе с Марией Пасколато перевела на итальянский язык книгу Августа Стриндберга Mäster Olof. В журнале Nuova Antologia она представила итальянской публике шведских писателей Карла Альмквиста (1903), Густава Фрёдинга (1911) и Вернера фон Хейденстама (1924).
Во время Первой мировой войны Астрид жила во Флоренции, ведя небольшой гостиничный бизнес, мечтала открыть школу с современными методами обучения. После войны она переехала в Неаполь и работала библиотекарем в посольстве Швеции. В 1922 году она перевела на итальянский язык книгу Стриндберга Tjänstekvinnans.
Поддержав режим Муссолини, Астрид начала испытывать проблемы с публикациями своих работ в Швеции, с 1934 года она работала корректором в журнале Il Giornale d’Italia. В 1938 г. она опубликовала перевод книги фон Хейденстама Karolinerna под названием Carolus rex.
В 1939 г. её наградили небольшой премией в 500 итальянских лир от Гётеборгской шведско-итальянской ассоциации. За свои заслуги она была награждена золотой медалью Васы 8-й степени.
В 1950-х гг. Астрид, вероятно, работала над переводом коротких рассказов Габриэле д’Аннунцио на шведский язык, но они так и не были опубликованы.
Астрид умерла в 1962 г., вероятно, в Риме.

## Личная жизнь
Астрид Анфельт замужем не была. В 1909 или 1910 г. она родила сына (отец его неизвестен), но он погиб, разбившись на мотоцикле.